# Maria Stangret-Kantor

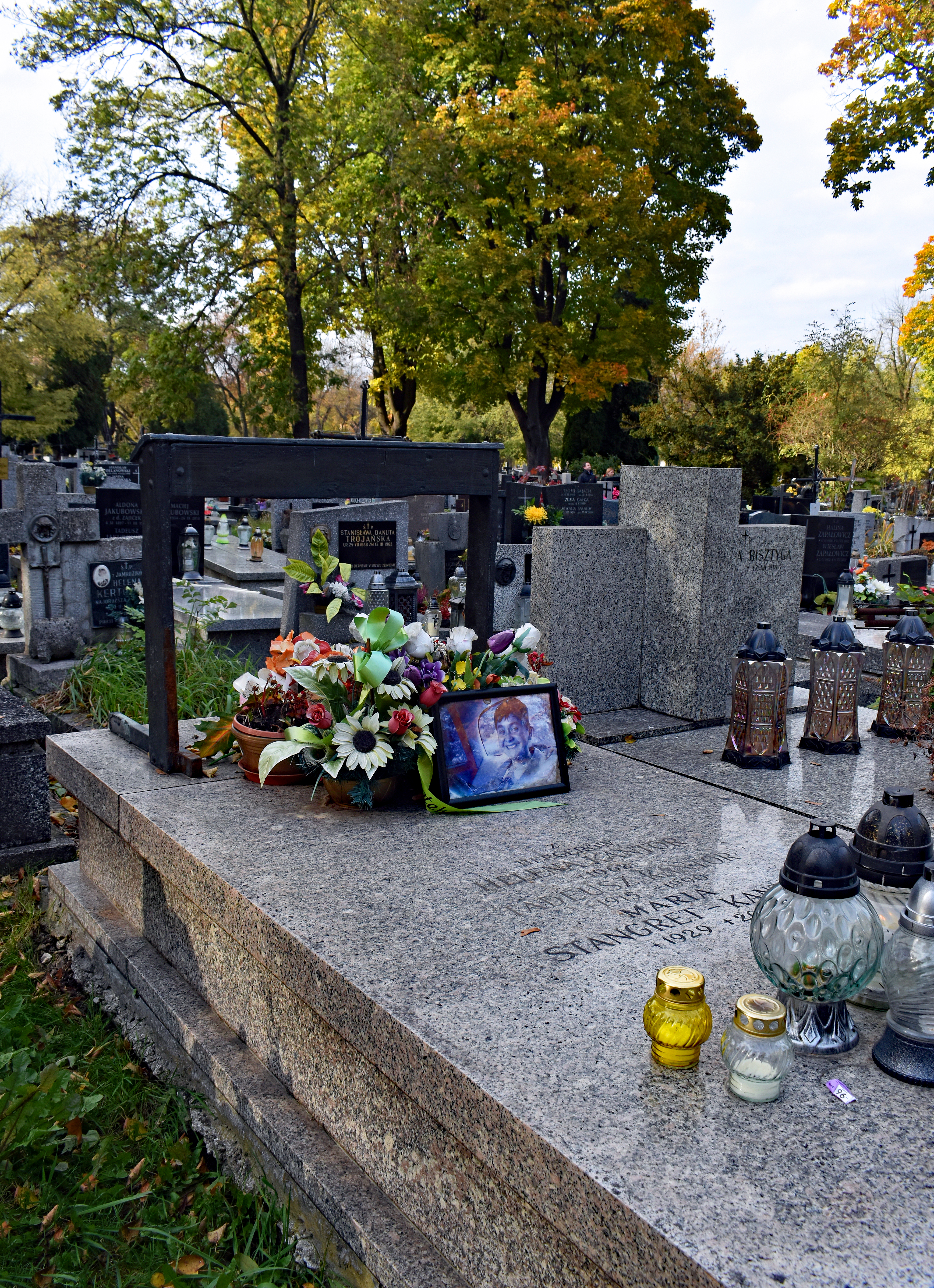
Grób Tadeusza Kantora, jego matki oraz Marii Stangret na cmentarzu Rakowickim (2021)

Maria Stangret-Kantor (ur. 29 lipca 1929 w Strzelcach Wielkich, zm. 15 maja 2020 w Warszawie) – polska malarka, członkini Grupy Krakowskiej II, żona Tadeusza Kantora.

## Życiorys
Studiowała w krakowskiej Akademii Sztuk Pięknych w latach 1955–1958 pod kierunkiem Jana Świderskiego. Od 1956 należała do Grupy Krakowskiej II. Od 1957 współpracowała z teatrem Cricot 2. W 1961 została żoną Tadeusza Kantora.
Wraz z mężem wybudowali w Hucisku „Dom twórczości Tadeusza Kantora i Marii Stangret-Kantor”, który od początku miał być muzeum poświęconym dziełom obojga artystów. Został zaplanowany według autorskiego pomysłu Tadeusza Kantora, który także nadzorował jego budowę. Po śmierci męża, Maria Stangret-Kantor wiele czasu spędzała właśnie w Hucisku. 
W 1994 założyła Fundację im. Tadeusza Kantora. Autorka powieści Pamiętnik dziadka (2002), oraz tomu wspomnień Malując progi: Maria Stangret-Kantor o swoim życiu i twórczości (spisał i zredagował Lech Stangret, 2016).
Pochowana została na cmentarzu Rakowickim w Krakowie (Kwatera: LXXII, Rząd: 35, Miejsce: 7).

## Działalność teatralna
Uczestniczyła w następujących spektaklach Teatru Cricot 2:
Studia czyli głębia myśli (pantomima, 1956), W małym dworku (1961), Wariat i zakonnica (1963), Kurka wodna (1967), Szewcy (1972), Nadobnisie i koczkodany (1972), Umarła klasa (1975), Gdzie są niegdysiejsze śniegi (1978), Wielopole, Wielopole (1980), Niech sczezną artyści (1985).
Brała udział również we wszystkich happeningach Tadeusza Kantora: Cricotage (1965), Linia podziału (1966), La Grand Emballage (1966), List (1967), Panoramiczny happening morski (1968), Konferencja z Nosorożcem (1968), Hommage a Maria Jarema (1968), Lekcja anatomii według Rembrandta (1968, 1969, 1970, 1971).

## Twórczość malarska
W okresie studiów malowała w stylistyce informel, określając swoje prace jako „obrazy gestualne”. Pod wpływem Kantora zwróciła się ku sztuce abstrakcyjnej, rozwijając swoje inspiracje podczas podróży do Francji i USA. Od stylistyki informel zaczęła odchodzić w połowie lat 60. cyklem „Pejzaże kontynentalne”. W 1962 rozpoczęła tworzenie „powieści bez końca”, publikując jej fragmenty w katalogach wystawowych i ostatecznie wydając ją w 2002 jako „Pamiętnik dziadka”. Na przełomie lat 60. i 70. przeszła do stylistyki minimalizmu kształtów i form geometrycznych. Ważniejsze prace z tego okresu to: Niebo z rynną (1970), Szachy I i II (1974), Tablice (1974), Gra w klasy  (1970). W latach 80. i 90. wróciła do inspiracji naturą. W latach 90. tworzyła liczne prace z cyklu „Hommages”, w 2005 wystawiła instalację „Hommage à Danił Lider”. Jej prace znajdują się m.in. w Muzeum Sztuki w Łodzi, Muzeum Narodowym w Krakowie, Muzeum Narodowym we Wrocławiu, Galerii Foksal w Warszawie i Muzeum Guggenheima w Nowym Jorku.